# Fossé du Roi
Pour la frontière entre le duché de Normandie et le royaume de France, voir Le Fossé du Roy.
Le Fossé du Roi (ou Fossé du Roy) est un ruisseau du sud-ouest de la France et un affluent de la Charente. Le cours d'eau fut canalisé, d’où son nom de « Fossé du Roi »[pas clair].

## Histoire

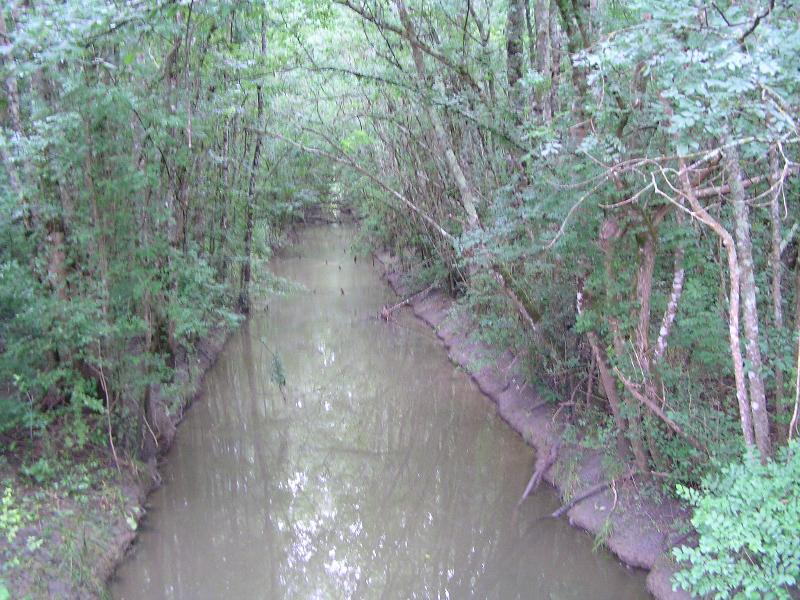
Fossé du Roi et quelques canards.

Toute la zone dite du « Pays bas » était très marécageuse ce qui était cause de « pestilences » et d’épidémies. De Mesnac en passant par le Marais, commune de Cherves-Richemont, jusqu’au Solençon, sur la commune de Boutiers-Saint-Trojan, juste en amont de Cognac, l’eau ne s’écoulait que lentement.
C'est le comte Jean d'Orléans grand-père de François Ier qui fit construire un empellement, nommé la Bonde à l’étang 100 m avant le confluent avec la Charente et un immense étang fut créé, alimenté par le Fossé du Roi qui donc existait déjà comme l'atteste le document des archives nationales R1/354.
« Cet étang (le Solanson situé sur Bouthiers, Cherves et Nersillac) fut formé par Jean de Valois, Comte d'Angoulême ... Le Comte Jean fit faire une chaussée qui joint aux deux rochers (du Parc) avec un empellement au milieu pour retenir les eaux, former un étang ; les eaux retenues se répandaient sur les terres du Seigneur de Boutiers, du prieur de Montours et autres particuliers ...
Cet étang s'étendait depuis la bonde jusqu'à une chaussée que le Comte Jean fit construire traversant le large fossé appelé Fossé du Roy dans lequel il y avait 3 archots avec des grilles de fer pour laisser passer l'eau qui descendait de ce fossé de l'étang et empêchait le poisson de monter dans ledit fossé . 
On ignore... si le Comte Jean fit faire le Fossé du Roi ou si ce fossé subsistait avant la construction de l'étang, comme il y a grande apparence puisqu'il a de tous temps été nécessaire pour que le terrain appelé le Päis bas put produire des fruits ...
Ce fossé servait à égoutter toutes les terres qui ont leur penchant vers l'endroit où est l'étang et aussi toutes celles du côté opposé qui ont leur penchant vers la rivière de l'Entaine, il y avait quantité de fossés par où l'eau des terres était portée dans ce grand fossé les desséchait et les rendait très produtives ... »
Au nord, l’étang ne dépassait pas la voie romaine qu’il pouvait recouvrir sur une longueur de plus de 500 m en cas d'inondation comme on peut le vérifier sur la carte de Cassini. La bonde fut supprimée à la fin du XIXe siècle et l’étang disparut, sauf durant les hautes eaux de la Charente.
La légende rapporte que François Ier, en allant voir la belle meunière de Mesnac, encassait (embourbait) fréquemment son carrosse. Il fit donc entreprendre des travaux pour y remédier. Le cours d’eau fut recreusé et canalisé sur la plus grande partie de son cours.

## Hydrographie

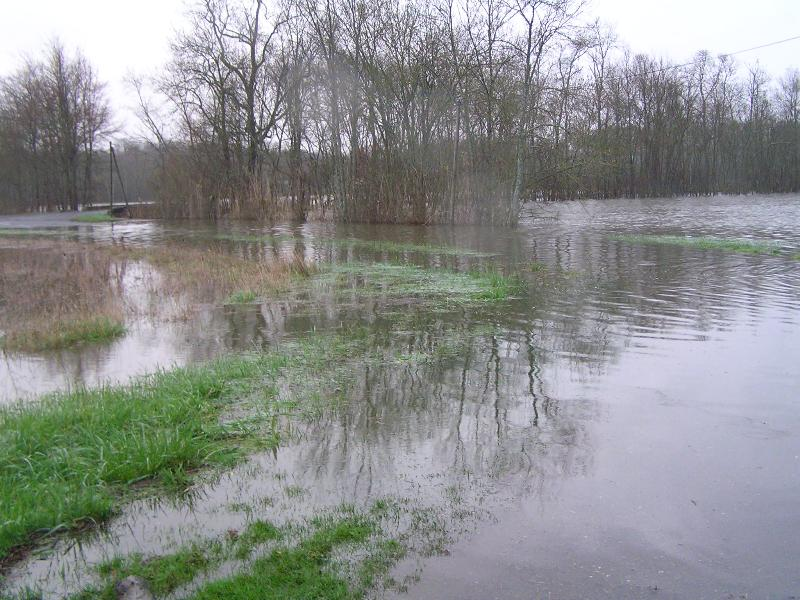
Inondation annuelle (février 2007).

Le Fossé du Roi a une longueur de 4,6 km.
La carte IGN indique une continuation du Fossé du Roi entre Champblanc et l'Antenne à l'ouest, ce qui porte sa longueur à près de 8 km, et faisant ainsi de Cherves-Richemont une grande île au sud-ouest. Au sud du bourg de Mesnac, le Fossé du Roi passe même en dessous de la rivière de Chazotte, un bras de l'Antenne, par un passage inférieur.
La pente est très faible, mais le Fossé du Roi garde un certain débit même durant les pires sécheresses.
La partie de l’ancien étang est zone inondable et inondée lors de toutes les hautes eaux de la Charente, le niveau de la Charente se trouvant alors être plus haut que les terres et le Fossé du Roi « coule à l’envers ». C’est une zone d’expansion du fleuve.

## Flore
C’est toute une zone de plantes de zone humide et tout particulièrement de fritillaire pintade.

## Faune
Poules d’eau et canards comme ceux dérangés lors de la prise de photos.
Passage ou habitat de loutres et de visons d’Europe (ils sont attestés sur la Charente au débouché du Fossé du Roi).